# 森山啓
森山 啓（もりやま けい、1904年3月10日 - 1991年7月26日）は、新潟県出身の詩人、小説家である。
旧制中学校教師の父の転任に伴い、富山県高岡市に移り少年期を過ごす。1912年、福井市に移住。1916年、福井中学に入学。同級生に深田久弥、上級生に中野重治がいたが、この時点で親交は無かった。1920年中学を4年修了で第四高等学校へ進学。ここにも中野がいたが依然親交は持たなかった。1925年、東京帝国大学に入学。漸く中野と親交を持ち、同時にプロレタリア文学に傾倒する。1928年に大学を中退。1932年、『プロレタリア詩のために』を出版。1941年、石川県小松市へ疎開。1942年、『海の扇』で新潮社文芸賞を受賞する。「三郎と若枝」（『別冊小説新潮』1962年7月）は、浦山桐郎監督、和泉雅子主演で映画「非行少女」の原作となった。
戦後も長く小松市で文筆活動を続けていたが1978年、石川県松任市（現在の白山市）に転居。1981年中日文化賞受賞。1991年死去。

## 著書
- 『プロレタリア詩の為に 意義・諸問題の検討・作法』白揚社、1932
- 『芸術上のレアリズムと哲学上の唯物論』文化集団社、1933
- 『隅田河 詩集』耕進社、1933
- 『潮流 詩集』ナウカ社、1935
- 『文学論』三笠書房、1935
- 『文学論争』ナウカ社、1935
- 『日本海辺 創作集』砂子屋書房、1939
- 『文芸評論』河出書房、1939
- 『北窓ひらく』教材社、1939
- 『遠方の人』（甲鳥書林 1941年）
- 『野葡萄』昭和書房 1941
- 『海の扇』文芸春秋社 1942
- 『萱原』青木書店 1943
- 『渚』東邦物産 1946
- 『笹村一家と光枝』白山書房 1947
- 『青海の簾』角川小説新書　1956
- 『野菊の露』（1966年）
- 『市之丞と青葉 森山啓小説集』石川近代文学館 1970
- 『紅蓮物語』（1978年）
- 『野菊の露 能登麦屋節考』創林社 1980
- 『谷間の女たち』（新潮社、1989年）
- 『森山啓文学選集 1(時代小説編)』橋本確文堂企画出版室 1997

## 翻訳
- 弔鐘は沈黙する ハイネ詩集 白揚社、1933
- ゲーテ詩集 白揚社、1934